# Região Geográfica Imediata de Piripiri
A Região Geográfica Imediata de Piripiri é uma das 19 regiões imediatas do estado brasileiro do Piauí, uma das 3 regiões imediatas que compõem a Região Geográfica Intermediária de Parnaíba e uma das 509 regiões imediatas no Brasil, criadas pelo IBGE em 2017. É composta de 10 municípios. Todos eles estão inclusos no território piauiense de Cocais, exceptuando Capitão de Campos, que se localiza na de Carnaubais. .